# Live at the Grammy Museum
Live at the Grammy Museum es el primer álbum en directo de la banda estadounidense de heavy metal Avenged Sevenfold. Fue lanzado el 8 de diciembre de 2017 a través del sello discográfico Capitol Records.

## Antecedentes
Después de recibir una nominación al Grammy por el lanzamiento del año anterior The Stage, la banda anunció en el otoño de 2017 que mantendrían una «conversación íntima sobre su carrera y su nueva música», seguida de un concierto desconectado en el Museo Grammy en el Teatro Clive Davis en Los Ángeles, teniendo lugar el 19 de octubre de 2017.
En un comunicado sobre el evento, la banda dijo: "Estamos entusiasmados con nuestra nominación al Grammy, por lo que estamos lanzando un álbum acústico especial, Avenged Sevenfold Live at the GRAMMY Museum», en el mismo comunicado sobre la fundación misma, específicamente el procede la banda continuó:
"Una parte de las ganancias de este lanzamiento solo digital beneficiará las iniciativas educativas del Museo GRAMMY, que buscan inspirar a los jóvenes a las cualidades perdurables y el significado cultural de la música».
La actuación incluyó canciones de varios álbumes, incluida una versión de "As Tears Go By» de The Rolling Stones.

## Lista de canciones
| N.º | Título                                        | Duración |  |
| 1.  | «Opening»                                     | 1:13     |  |
| 2.  | «Introduction to As Tears Go By»              | 0:13     |  |
| 3.  | «As Tears Go By» (cover de The Rolling Stone) | 3:16     |  |
| 4.  | «Introduction to Hail to the King»            | 0:29     |  |
| 5.  | «Hail to the King»                            | 5:52     |  |
| 6.  | «Introduction to Roman Sky»                   | 0:22     |  |
| 7.  | «Roman Sky»                                   | 5:41     |  |
| 8.  | «Introduction to Exist»                       | 0:40     |  |
| 9.  | «Exist»                                       | 5:11     |  |
| 10. | «Introduction to So Far Away»                 | 1:46     |  |
| 11. | «So Far Away»                                 | 6:29     |  |

## Personal
Avenged Sevenfold
- M. Shadows - Voz
- Synyster Gates - Guitarra líder, coros, co-voz principal en "As Tears Go By»
- Zacky Vengeance - Guitarra rítmica, coros
- Johnny Christ - Bajo, coros
- Brooks Wackerman - Batería, coros